# Raúl Allard Soto
Raúl Alfredo Allard Soto (Valparaíso, 1970) es un abogado, académico y político chileno, miembro del Partido Socialista de Chile (PS). Se desempeñó como Delegado presidencial regional de La Araucanía entre el 11 de marzo y 30 de septiembre del 2022, bajo el gobierno del presidente Gabriel Boric.

## Biografía

### Familia y estudios
Nació en Valparaíso, hijo del ex-Intendente de esa región, Raúl Allard Neumann y Patricia Soto Torres. Es hermano del diplomático Felipe Allard.
Realizó gran parte de su educación escolar en Estados Unidos, tras la expulsión que, luego del golpe militar (1973), experimentó su padre desde la Rectoría de la Pontificia Universidad Católica de Valparaíso. Se graduó como abogado de la Universidad de Chile. Posteriormente, Allard realizó un Máster en Salud Internacional en el Instituto de Salud Universidad Carlos III y luego un Doctorado en Derecho en la Universidad Complutense de Madrid.

### Trayectoria profesional
Ha sido asesor jurídico en varias instituciones públicas, tales como el Consejo Nacional de la Cultura y las Artes, el Instituto de Salud Pública de Chile y el Servicio Nacional de Menores. Desde 2014, asumió como director del Departamento de Ciencias Jurídicas de la Universidad de La Frontera, en donde se ha desempeñado como profesor de Derecho Constitucional y Derecho Internacional Público, además de ser miembro del Centro de Estudios y Promoción de Derechos Humanos.

## Trayectoria Política
El 28 de febrero de 2022, el presidente electo Gabriel Boric lo nombró como Delegado presidencial regional de La Araucanía, cargo que asumió el 11 de marzo del mismo año. Se desempeñó en sus funciones hasta el 30 de septiembre del 2022, cuando fue aceptada su renuncia, siendo sucedido por el exgobernador de Cautín, José Montalva.
El 6 de febrero fue inscrito como candidato a las elecciones de consejeros constitucionales de 2023, como militante del Partido Socialista, por el pacto Unidad para Chile.

## Historial electoral

### Elecciones de consejeros constituyentes de 2023
- Elecciones de consejeros constitucionales de 2023, para la Circunscripción 11 (Región de La Araucanía )[8]